# Günther Blumentritt
Günther Alois Friedrich Blumentritt (München, 10 februari 1892 - aldaar, 12 oktober 1967) was een Duits generaal tijdens de Tweede Wereldoorlog en in het laatste oorlogsjaar legerbevelhebber in Nederland.

## Algemeen
Günther Blumentritt was de zoon van architect Günther Blumentritt (1859-1941), een hoge ambtenaar in München, en Lina Rückart (1868). In 1920 trouwde hij met Mathilde Schollmeyer en hij was vader van twee kinderen.

## Militaire carrière
In 1911 trad Blumentritt als vaandrig in militaire dienst. Na de Eerste Wereldoorlog werd hij opgenomen in de Reichswehr. Samen met Generalfeldmarschall von Rundstedt en Von Manstein ontwierp hij de aanvalsplannen op Polen (Fall Weiss). Bij de aanvang van de Tweede Wereldoorlog zat hij in de staf van Heeresgruppe Süd onder commando van Von Rundstedt.
Als stafofficier was Blumentritt vooral actief aan het Westfront. In het laatste oorlogsjaar nam hij enkele commando's op zich, met name de 25. Armee en de 1e Parachutistenleger (1. Fallschirm-Armee). Op 29 januari 1945 werd Blumentritt benoemd tot bevelhebber van het 25e Leger in 'Fort Nederland' en tot feitelijk bevelhebber van alle grondtroepen in Nederland. Hij voorzag dat zijn troepen hier na Arnhem vast zouden komen te zitten, maar verkreeg niet Hitlers toestemming voor terugtrekking.
In juni 1945 werd hij door de Britten gevangengenomen. Tot 1 januari 1948 verbleef hij in krijgsgevangenschap. Na zijn vrijlating was hij actief betrokken bij de ontwikkeling van de Bundeswehr en wijdde hij zich verder aan de militaire geschiedschrijving van de Tweede Wereldoorlog.

## Militaire loopbaan
- Fahnenjunker: mei 1911[5][6][4]
- Fahnenjunker-Unteroffizier: 20 september 1911[5][6]
- Fähnrich: 27 januari 1912[5][6]
- Leutnant: 19 november 1912[5][6][4]
- Oberleutnant: 22 maart 1918[5][6][4]
- Hauptmann: 1 april 1926[5][6][4]
- Major: 1 september 1933[5][6][4]
- Oberstleutnant: 1 april 1936[5][6][4]
- Oberst: 1 oktober 1938[5][6][4]
- Generalmajor: 16 januari 1942[5][6][4]
- Generalleutnant: 1 december 1942[5][6]
- General der Infanterie: 1 april 1944[5][6] - 20 april 1944[4]

## Decoraties
- Ridderkruis van het IJzeren Kruis op 13 September 1944 als General der Infanterie en chef van de Generale Staf van de Heeresgruppe D[7][8][6][4]
- Ridderkruis van het IJzeren Kruis met Eikenloof (nr.741) op 18 februari 1945 als General der Infanterie en waarnemend commandant van het 25e Leger[9][8][6][4]
- IJzeren Kruis 1914, 1e Klasse[4] (18 maart 1916)[6] en 2e Klasse[4] (29 september 1914)[6]
- Medaille Winterschlacht im Osten 1941/42 op 7 juli 1942[8][6]
- Erekruis voor Frontstrijders in de Wereldoorlog[8]
- Gewondeninsigne 1918 in zwart in augustus 1918[6]
- Herhalingsgesp bij IJzeren Kruis 1939, 1e Klasse (29 september 1939) en 2e Klasse (19 september 1939)[8][6]
- Medaille ter Herinnering aan de 13e Maart 1938[8][6]
- Anschlussmedaille
  - Gesp „Prager Burg“[8][6]
- Dienstonderscheiding van Leger en Marine voor (25 dienstjaren) op 2 oktober 1936[6]
- Duits Kruis (36/2) in goud op 26 januari 1942 als Oberst i.G. en chef van de Generale Staf van het 4e Leger[8][6][4]
- Vorstelijk Schwarzburgs Erekruis, 3e Klasse met Zwaarden op 3 januari 1915[6]
- Ridderkruis in de Huisorde van Hohenzollern met Zwaarden op 7 juli 1918
- Commandeur in de Orde van Verdienste van de Bondsrepubliek Duitsland
- Herinneringsmedaille aan de Oorlog (Oostenrijk) met Zwaarden[6]
- Herinneringsmedaille aan de Oorlog (Hongarije) met Zwaarden[6]
- Herinneringsmedaille aan de Oorlog 1915-1918 (Oostenrijk) met Zwaarden[6]
- Ridder in de Orde van Sint-Sava op 23 oktober 1939[6]

## Trivia
- In de film De langste dag (1962) werd zijn rol gespeeld door Curd Jürgens en was Blumentritt militair adviseur.
- In de film Operation Walküre (1971) werd zijn rol gespeeld door Helmut Oeser
- In de film Een brug te ver (1977) werd zijn rol gespeeld door Hans von Borsody
- In de film Rommel (2012) werd zijn rol gespeeld door Oliver Nägele